# Niedalino
Niedalino (dawniej: niem. Nedlin) – wieś w Polsce położona w województwie zachodniopomorskim, w powiecie koszalińskim, w gminie Świeszyno, przy trasie drogi wojewódzkiej nr 167 i nad rzeką Radew.
Według danych z końca grudnia 1999 r. wieś miała 497 mieszkańców.
Sołectwo „Niedalino” tworzą miejscowości: Bardzlino, Czacz, Golica, Niedalino, Węgorki i Wiązogóra. 
W latach 1954–1959 wieś należała i była siedzibą władz gromady Niedalino, po jej zniesieniu w gromadzie Świeszyno. W latach 1975–1998 miejscowość administracyjnie należała do województwa koszalińskiego.
W Niedalinie znajduje się kościół, który po pożarze na początku lat dwutysięcznych został wyremontowany, a także świetlica wiejska, filia Biblioteki Publicznej Gminy Świeszyno, Gminny Ośrodek Pomocy Społecznej (od 2013 roku siedziba w budynku po dawnej szkole podstawowej). W miejscowości tej funkcjonuje od 1948 roku Ochotnicza Straż Pożarna.  Miejscowość jest atrakcyjna pod względem turystycznym, ponieważ w bliskiej odległości znajdują się miejsca wypoczynku nad Jeziorem Hajka.
O Niedalinie wzmiankowano już w roku 1227 jako o własności premonstrantek z Trzebiatowa. Po reformacji wieś stała się własnością szlachecką, jednak do dziś nie zachowały się dawne zabudowania pałacowe.
Dynamiczny rozwój Niedalina nastąpił na początku XX wieku – wówczas wybudowano nad Radwią potężny młyn zbożowy (na wschód od wsi, obecnie nieczynny) oraz malowniczo położoną elektrownię wodną Hajka (w lasach około 3 km od wsi, zbudowaną na przełomie 1911 i 1912 roku). W celu uzyskania odpowiedniej różnicy poziomów spiętrzono wówczas Radew, tworząc sztuczne jeziora. Hajka, dziś miejsce chętnie odwiedzane przez turystów.
Odwiedzający Niedalino mogą obejrzeć jednonawowy kościółek pw. Matki Boskiej Częstochowskiej. W architekturze tego obiektu widoczny jest brak wieży i wyodrębnionego prezbiterium. Dawniej świątynia pełniła funkcję kaplicy cmentarnej, stąd w jej otoczeniu obecność cmentarza z końca XIX wieku. W centrum Niedalina, po prawej stronie drogi do Bardzlina, usytuowany jest obszar, na którym znajdował się park dworski przylegający do 14-hektarowego jeziora Niedalino. Tworzą one zwarty kompleks krajobrazowy. Park powstał w drugiej połowie XIX wieku. W starodrzewie parku najliczniej występuje brzoza brodawkowata również buk pospolity, jesion wyniosły, klon i kasztanowiec zwyczajny. Od strony jeziora rosną olsze czarne i wierzby białe.